# Lazăr Comănescu

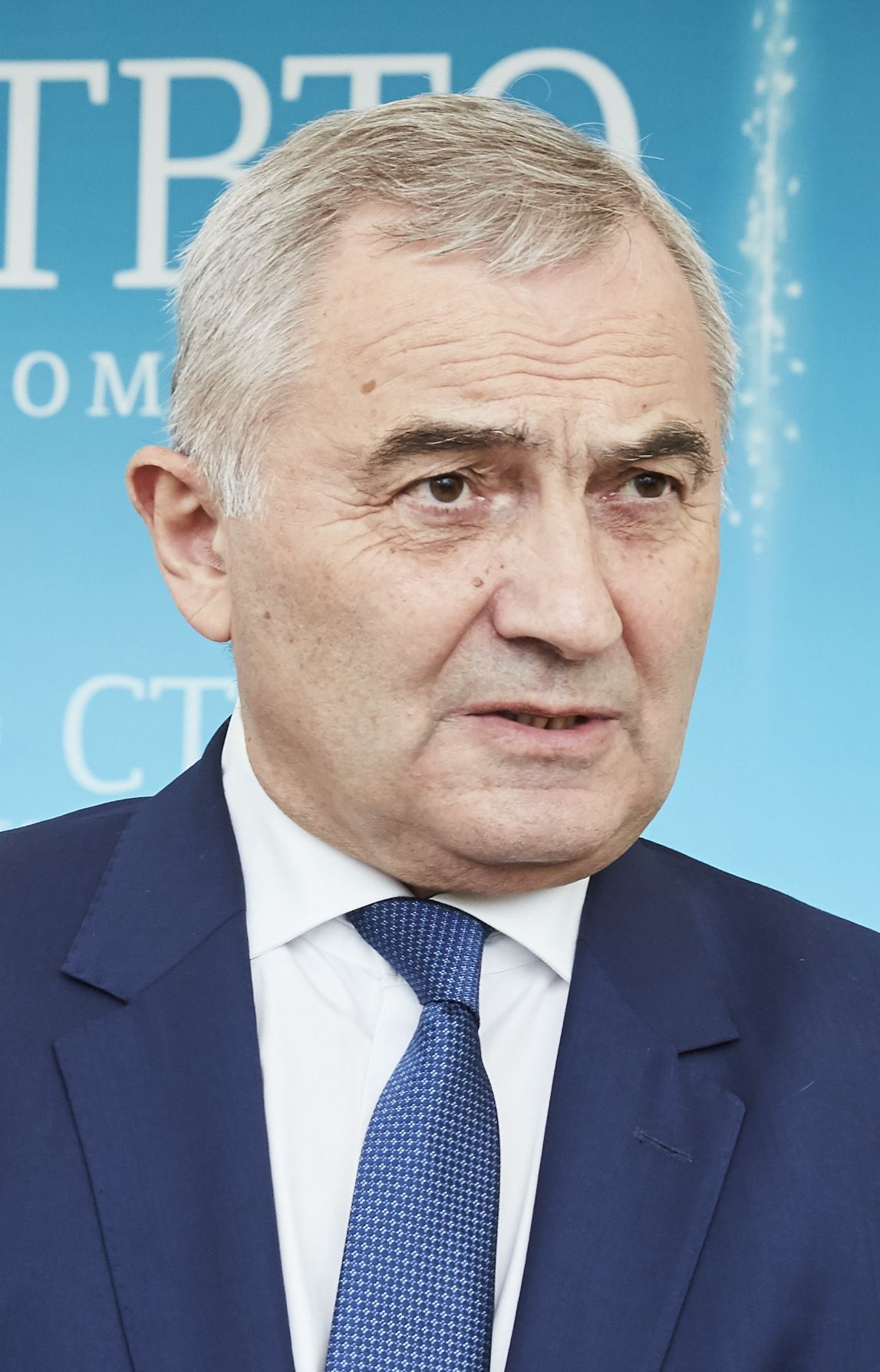
Lazăr Comănescu

Lazăr Comănescu (* 4. Juni 1949 in Horezu, Kreis Vâlcea) ist ein rumänischer Diplomat und Politiker. Er war 2008 und von 2015 bis 2017 Außenminister des Landes.
In den Jahren 1967 bis 1972 studierte Comănescu Außenhandel an der Wirtschaftsuniversität in Bukarest und trat anschließend in den diplomatischen Dienst ein. 1982 wechselte er als Dozent an die Wirtschaftsuniversität Bukarest, wo er 1983 mit dem Schwerpunkt internationale Wirtschaftsbeziehungen promovierte.
1990 kehrte Comănescu ins Außenministerium zurück, wo er zunächst den Posten eines Beraters bekleidete. 1994 wurde er Direktor der Europaabteilung und 1995 Staatssekretär. Von 1998 bis 2001 war er rumänischer Botschafter bei der NATO und im Anschluss bis 2008 Botschafter bei der Europäischen Union.
Vom 15. April 2008 bis zum 22. Dezember 2008 war Comănescu Außenminister Kabinett Tăriceanu II. Von Mai 2009 bis 2015 war er Botschafter Rumäniens in Deutschland.  Von November 2015 bis Januar 2017 war er im Kabinett Cioloș erneut Außenminister.
Comănescu ist verheiratet und hat eine Tochter. Er spricht Französisch, Englisch, Spanisch und Deutsch.